# Буди (гміна Боброво)
Буди (пол. Budy, нім. Schöndorf) — село в Польщі, у гміні Боброво Бродницького повіту Куявсько-Поморського воєводства.
Населення — 82 особи (2011).
У 1975-1998 роках село належало до Торунського воєводства.

## Демографія
Демографічна структура станом на 31 березня 2011 року:
|          | Загалом | Допрацездатний вік | Працездатний вік | Постпрацездатний вік |
| -------- | ------- | ------------------ | ---------------- | -------------------- |
| Чоловіки | 43      | 8                  | 29               | 6                    |
| Жінки    | 39      | 9                  | 23               | 7                    |
| Разом    | 82      | 17                 | 52               | 13                   |